# 위아 유어 프렌즈
《위아 유어 프렌즈》(영어: We Are Your Friends)는 2015년 공개된 미국의 뮤지컬 드라마 영화이다. 맥스 조지프가 연출했고, 잭 에프론 등이 출연하였다.

## 출연
- 잭 에프론
- 에밀리 래터카우스키
- 샤일로 퍼낸데즈
- 앨릭스 셰이퍼
- 조니 웨스턴
- 웨스 벤틀리
- 조이 러드먼
- 존 번솔
- 버네사 렌지스
- 브리트니 펄런
- 존 에이브럼스
- 얼리샤 코폴라
- 코리나 리코
- 니키 로메로
- 딜런 프랜시스
- 알레소
- 앤드루 배철러
- 몰리 헤이건

## 기타 제작진
- 의상: 크리스티 위튼본